# 表定速度
表定速度（ひょうていそくど）は、「運転時刻表制定速度」の略称であり、交通における速度の一種である。「評定速度」と表記するのは誤り。

## 概要
ある地点から別の地点までの距離を、移動に要する時間で除して求めることができる。この場合の移動に要する時間には、途中で停車している時間も含まれる。このため、対向列車との列車交換がある単線区間では複線と比較して表定速度が低くなる。途中で停車している時間を含めずに同様に除して求めたものは「平均速度（へいきんそくど）」という。
主に鉄道において用いられ、運行計画を立案する際の基礎データとなる。道路交通でも、高速道路での走行計画や、バスの運行計画立案のため同様に用いられる。
表定速度は交通機関において使用される機器の性能や車両の（最高速度、加減速性能等）だけでなく、勾配や曲線半径といった線形、停車頻度といった要素にも大きく左右される。停車場（停留場/停留所）や交通信号、急曲線が多く市街地を走る路面電車や一般路線バス、地形の影響で線形が悪い山岳鉄道などでは、表定速度が低くなる。
対して、多くの高速鉄道では、曲線半径や勾配を抑え、停車駅を少なくしており、特急列車では停車駅を少なくして、表定速度を高めている。車体傾斜式車両などの特殊な車両の使用によって、安全性や乗り心地を損なわずに曲線通過速度を向上させることも行われている。また、通勤形電車では、起動加速度や減速度などの車両の加減速性能を高くし、加えて駅での停車時分（停車時間）を短くすることで、表定速度を高めている。

## 公共交通の例

### 日本

#### 鉄道
日本の鉄道では、新幹線（フル規格）でおよそ120 - 230 km/h前後、JRの特急列車（ミニ新幹線部分含む）で約50 - 110 km/h、同じくJR在来線の普通・快速列車で約30 - 90 km/h前後、地下鉄で約30 - 75 km/h 前後、路面電車で約10 - 20 km/h程度。
新幹線が最高速度で運転を行う山陽新幹線の姫路駅～小倉駅 (福岡県)間の表定速度はおよそ270km/h、東北新幹線の大宮駅 (埼玉県)～盛岡駅間の表定速度はおよそ280km/hに達する。

#### バス
日本において、バスでは、大規模な渋滞などがない場合、一般路線バスで10 - 法定速度/h、高速バスで50 - 法定速度/h程度となる。

### 中国
中国において、G17高速列車の北京～南京間は1023kmを193分で運行し、表定速度は318km/hに達する。